# Kaple svaté Anny (Paříž)
Kaple svaté Anny (fr. Chapelle Saint-Anne) je kaple v Paříži ve 14. obvodu, která je součástí nemocnice sv. Anny. Přístupná je z ulice Rue Broussais. Kaple je spolu historickými budovami nemocnice chráněná jako historická památka.

## Historie
Kaple zasvěcená svaté Anně byla postavena v letech 1867–1869 v době celkové renovace psychiatrické kliniky sv. Anny zahájené roku 1865 z rozhodnutí Napoleona III. Přestavbou včetně kaple byl pověřen architekt Charles-Auguste Questel (1807–1888).

## Architektura
Kaple má půdorys řeckého kříže a hexagonální chór.